# Metaal en melancholie
Metaal en melancholie is een documentaire van Heddy Honigmann uit 1994.
Vanwege de slechte economie proberen veel mensen in Lima, Peru, wat bij te verdienen als taxichauffeur. De film volgt een aantal van deze parttime chauffeurs in hun strijd om te overleven. De film heeft talloze prijzen in binnen- en buitenland ontvangen. 